# Rolf Thiele
Pour les articles homonymes, voir Thiele.
Rolf Thiele est un réalisateur, scénariste et producteur allemand né le 7 mars 1918 à Aussig (Autriche-Hongrie) et mort le 9 octobre 1994 à Munich (Allemagne).

## Biographie
Après des études de philosophie à Berlin et à Prague, puis de sociologie à Göttingen, il a participé à la création d'une société de production qui a produit Liebe 47 de Wolfgang Liebeneiner.
Il a dirigé quarante-deux films de 1951 à 1977, dont La Fille Rosemarie qui a remporté le Lion d'or à la Mostra de Venise 1958 et une adaptation de Tonio Kröger de Thomas Mann, sélectionnée au Festival international du film de Berlin 1964.

## Filmographie

### Réalisateur
- 1951 : Ursula (de) (Primanerinnen)
- 1952 : La Veille du mariage (de) (Der Tag vor der Hochzeit)
- 1953 : L'Amour pour la vie (de) (Geliebtes Leben)
- 1954 : Elle (Sie)
- 1955 : Mamitschka (de)
- 1955 : La Famille Barring (Die Barrings)
- 1956 : Friederike von Barring (de)
- 1957 : Les Fredaines du capitaine (de) (Der tolle Bomberg)
- 1957 : Scandale à Ischl (de) (Skandal in Ischl)
- 1957 : El Hakim (de)
- 1958 : Éva ou les Carnets secrets d'une jeune fille (Die Halbzarte)
- 1958 : La Fille Rosemarie (Das Mädchen Rosemarie)
- 1959 : À bout de nerfs (Labyrinth)
- 1960 : Der liebe Augustin
- 1960 : La Nonne et les mauvais garçons (Auf Engel schießt man nicht)
- 1961 : On appelle ça Amore (de) (Man nennt es Amore)
- 1962 : Les Liaisons douteuses
- 1962 : Bataille de polochons
- 1963 : Un homme, sept femmes (Venusberg)
- 1963 : Moral 63 (de)
- 1964 : Tonio Kröger
- 1964 : Das hab ich von Papa gelernt
- 1965 : Sang réservé (de) (Wälsungenblut)
- 1965 : Les DM-Killers (DM-Killer)
- 1965 : Die Herren (de)
- 1965 : Belles d'un soir (Das Liebeskarussell)
- 1966 : Grec cherche Grecque (de) (Grieche sucht Griechin)
- 1967 : Der Paukenspieler (de)
- 1967 : Le Petit Suisse (de) (Der Lügner und die Nonne)
- 1967 : Les Diamants d'Anvers (Der Tod eines Doppelgängers)
- 1968 : Le Canard sera servi bien cuit (de) (Die Ente klingelt um halb acht)
- 1968 : Viens mon petit oiseau (de) (Komm nur, mein liebstes Vögelein)
- 1969 : Les Contes de Grimm pour grandes personnes (Grimms Märchen von lüsternen Pärchen)
- 1970 : Komm nach Wien, ich zeig dir was! (de)
- 1970 : La Gifle (Ohrfeigen)
- 1970 : Frisch, fromm, fröhlich, frei (de)
- 1971 : Der scharfe Heinrich (de)
- 1971 : Demeure chaste et pure (de) (Bleib sauber, Liebling)
- 1972 : Les Jeux Olympiques du sexe (de) (Gelobt sei, was hart macht)
- 1972 : La Tentation dans le vent de l'été (Versuchung im Sommerwind)
- 1974 : Ondine 76 (de) (Undine 74)
- 1976 : Rosemaries Tochter (de)
- 1977 : Frauenstation

### Scénariste
- 1950 : C'est arrivé un jour de Rudolf Jugert
- 1951 : Ursula (de) (Primanerinnen)
- 1952 : La Veille du mariage (de) (Der Tag vor der Hochzeit)
- 1953 : L'Amour pour la vie (de) (Geliebtes Leben)
- 1954 : Elle (Sie)
- 1955 : Mamitschka (de)
- 1955 : La Famille Barring (Die Barrings)
- 1956 : Friederike von Barring (de)
- 1958 : La Fille Rosemarie (Das Mädchen Rosemarie)
- 1959 : À bout de nerfs (Labyrinth)
- 1960 : La Peau d'un espion (Die Botschafterin) d'Harald Braun
- 1960 : La Nonne et les mauvais garçons (Auf Engel schießt man nicht)
- 1961 : On appelle ça Amore (de) (Man nennt es Amore)
- 1962 : Les Liaisons douteuses (Lulu)
- 1963 : Un homme, sept femmes (Venusberg)
- 1963 : Moral 63 (de)
- 1965 : Les DM-Killers (DM-Killer)
- 1967 : Der Paukenspieler (de)
- 1967 : Les Diamants d'Anvers (Der Tod eines Doppelgängers)
- 1968 : Viens mon petit oiseau (de) (Komm nur, mein liebstes Vögelein)
- 1969 : Les Contes de Grimm pour grandes personnes (Grimms Märchen von lüsternen Pärchen)
- 1970 : Komm nach Wien, ich zeig dir was! (de)
- 1970 : Frisch, fromm, fröhlich, frei (de)
- 1972 : Les Jeux Olympiques du sexe (de) (Gelobt sei, was hart macht)

### Producteur
- 1948 : Veillée nocturne (de) (Nachtwache) d'Harald Braun
- 1949 : Liebe 47 de Wolfgang Liebeneiner
- 1950 : Un jour viendra (de) (Es kommt ein Tag) de Rudolf Jugert
- 1951 : Ursula (de) (Primanerinnen)
- 1952 : La Veille du mariage (de) (Der Tag vor der Hochzeit)
- 1953 : L'Amour pour la vie (de) (Geliebtes Leben)
- 1953 : Son Altesse Royale (Königliche Hoheit) d'Harald Braun
- 1954 : Elle (Sie)
- 1955 : Zéro absolu (de) (Nicht mehr fliehen) de Herbert Vesely (de)
- 1955 : Ingrid: Die Geschichte eines Fotomodells de Géza von Radványi
- 1955 : Mamitschka (de)
- 1956 : Les Drogués (Ohne Dich wird es Nacht) de Curd Jürgens
- 1956 : Nacht der Entscheidung (de) de Falk Harnack
- 1956 : Friederike von Barring (de)
- 1957 : Les Confessions de Félix Krull (Bekenntnisse des Hochstaplers Felix Krull) de Kurt Hoffmann
- 1958 : Nuits chaudes et nylons noirs (de) (Schwarze Nylons – Heiße Nächte) d'Alfred Braun et Erwin Marno
- 1960 : Elle est bien bonne (Sturm im Wasserglas) de Josef von Báky
- 1960 : La Peau d'un espion (Die Botschafterin) d'Harald Braun
- 1961 : On appelle ça Amore (de) (Man nennt es Amore)

## Distinctions

### Récompenses
- Mar del Plata Film Festival 1958 : prix de la réalisation pour La Fille Rosemarie
- Mostra de Venise 1958 : Lion d'or pour La Fille Rosemarie

### Nominations
- Festival de Cannes 1959 : en compétition avec Éva ou les Carnets secrets d'une jeune fille
- Mostra de Venise 1964 : en compétition avec Tonio Kröger
- Festival de Berlin 1964 : en compétition avec Tonio Kröger
- Festival de Berlin 1965 : en compétition avec Wälsungenblut